# زانکت پتر ام اوترسباخ
زانکت پتر ام اوترسباخ (به آلمانی: Sankt Peter am Ottersbach) یک منطقهٔ مسکونی در اتریش است که در زودوست‌اشتایرمارک واقع شده‌است. زانکت پتر ام اوترسباخ ۳۵٫۴۸ کیلومتر مربع مساحت دارد ۳۸۰ متر بالاتر از سطح دریا واقع شده‌است.